# 아리 카스티요
아리 헤르만 카스티요 바예호(Harry German Castillo Vallejo, 1974년 5월 14일 ~ )는 콜롬비아 출신 축구 선수로 K리그의 수원, 부산, 성남, 경남 등에서 뛰었다. K리그 등록명은 하리이다.